# 吉勒·夏布里埃
吉勒·夏布里埃（法語：Gilles Chabrier，1955年6月30日—），法国天体物理学家。

## 奖项
- 2006年 CNRS银质奖章[1]
- 2010年 让-里卡尔奖
- 2012年 爱丁顿奖章[2]
- 2014年 安培奖